# Barton Lynch
Pour les articles homonymes, voir Lynch.
Barton Lynch est un surfeur australien né le 9 août 1963 à Sydney. Il a remporté le World Championship Tour en 1988.